# 新教堂 (阿西西)

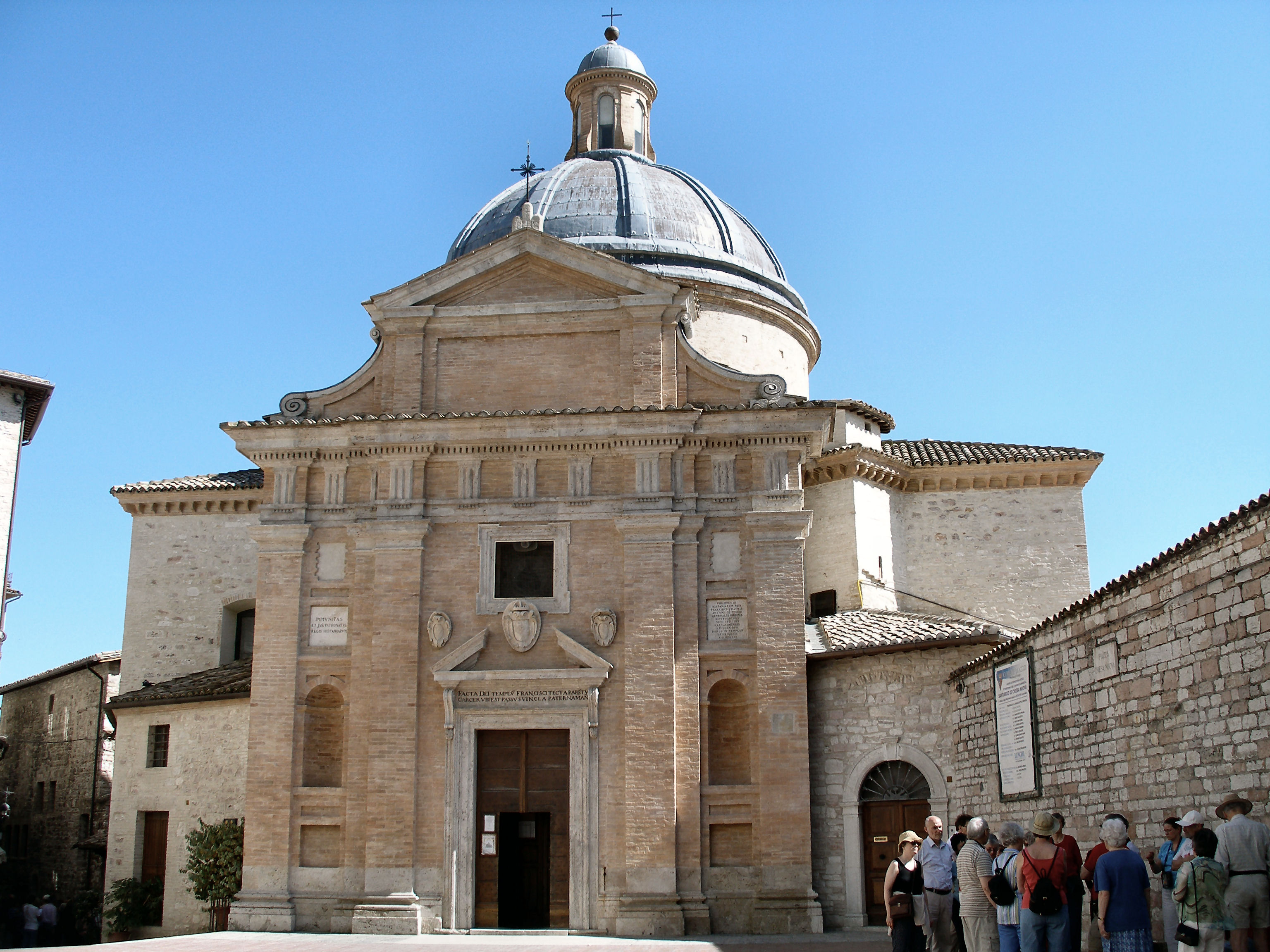
新教堂

新教堂（Chiesa Nuova）是意大利阿西西的一个教堂，建于1615年，位于推定的圣方济各的出生地。它被称为新教堂是因为，它是当时阿西西最后建的一个教堂。
1613年，西班牙方济各会监督安东尼奥·特雷霍访问阿西西，见到圣方济各的故居变得残破不堪，非常难过，通过西班牙驻罗马大使馆的帮助，出资购买这座房屋。

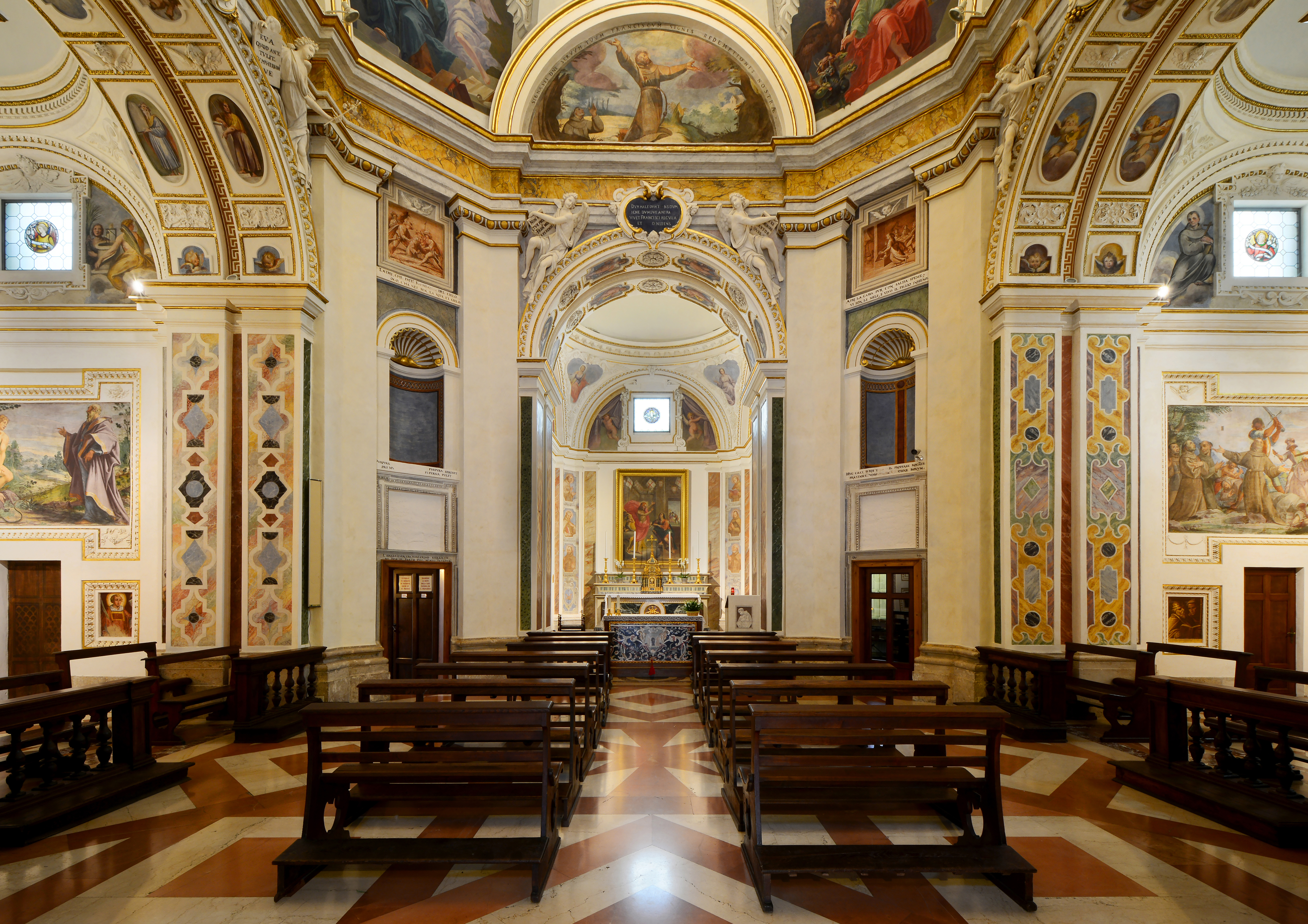

1615年7月10日教宗祝圣了第一块石头，9月20日这块基石被带来，举行庄严的游行，从圣路斐乐主教座堂到建筑工地。
该堂为后期文艺复兴风格，拥有高大的穹顶，平面则为希腊十字。